# Hexenbesen (Mauerwerk)

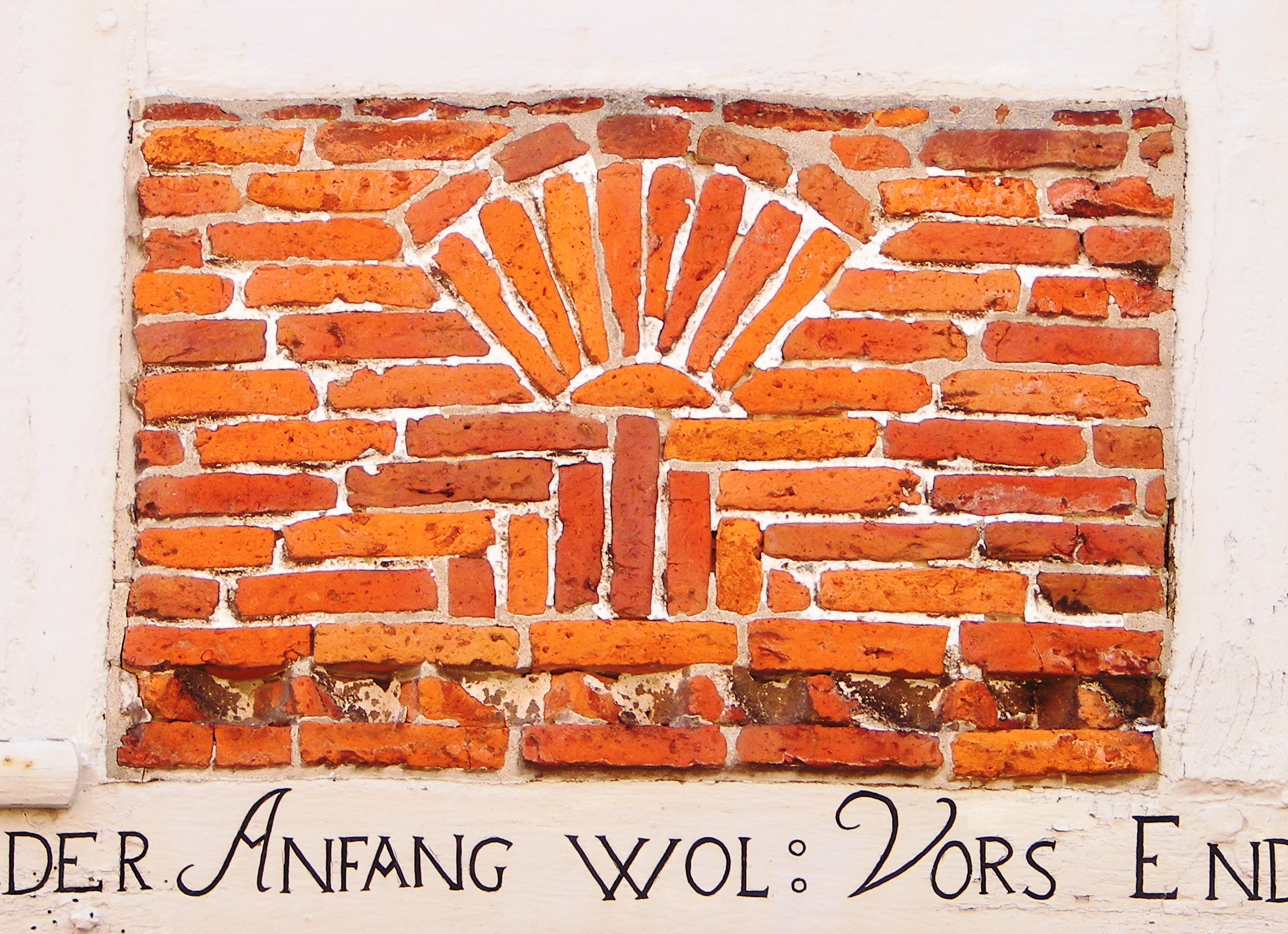
Das Symbol des Hexenbesens in einem Ziegelgiebel im Wohnhaus Himmelreich 29 in Otterndorf

Der Hexenbesen, auch Donnerbesen genannt, ist ein altes Symbol im Mauerwerk, das Schaden abwenden oder Glück bringen soll. Die verschiedenen Ausführungsformen haben als Gemeinsamkeit das auf die Spitze gestellte Dreieck aus mehreren Ziegeln.

## Herkunft
Das Symbol findet man häufiger im Norden Deutschlands in den Giebelwänden von Klinkerbauwerken und altsächsischen Hufnerhäusern. Oft wird es gemeinsam mit dem Symbol der Windmühle dargestellt, wobei der Hexenbesen gegen Unwetter und die Windmühle für Glück stehen. Die Begriffe Hexenbesen und Donnerbesen werden ebenfalls für abnorm buschige Äste an Bäumen und auch für Misteln verwendet. Ursprünglich wurden solche Äste am Hausgiebel befestigt als Abwehr von Sturmschäden. Das gemauerte Symbol ist demnach die dauerhafte Form als Apotropaion.

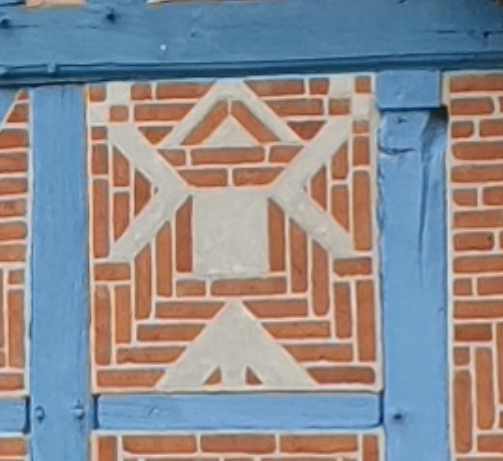
Ziegelfigur Windmühle, Ehlers Scheune Wilmsdorf, Travemünder Winkel